# 李佐臣
李佐臣（1863年—1948年3月15日），華裔越南移民，1900年－1910年間，襄助中華民國國父孫中山對抗清朝，並參加河口戰役與鎮南關戰役。中華民國肇建後，李佐臣返回越南河內任越南之國民黨黨務重要主管，並持續興辦相關機關報長達30年。1947年，獲選中華民國第一屆監察委員候補。
1948年3月15日，李佐臣病逝於越南海防市，因對中國之功勳，獲中華民國政府以2313中華民國褒揚令褒揚之。